# 歐陽照
歐陽照（1556年—1628年），字文白，號成原，湖廣郧阳府竹溪縣民籍江西泰和县人，明朝政治人物。

## 生平
萬曆庚子湖廣鄉試四十五名舉人，萬曆三十八年庚戌科會試二百七十名，第三甲第一百四十一名進士。禮部觀政，授直隸揚州府儀真縣知縣，四十一年調扶溝縣，四十四年陞南京戶部主事，四十六年陞郎中。天启元年（1621）出任嚴州知府，三載考績，擢陕西关西道按察副使，即挂冠乞骸。

## 家族
曾祖歐陽祿之，訓導；祖父歐陽崇閱，學正；父歐陽□，歲貢監生；母陳氏。永感下。兄歐陽熹（歲貢）；歐陽宗翰（詹事府錄事）；歐陽溉（選貢、縣丞）；歐陽遐。弟歐陽宗孔（光祿寺署丞）；歐陽淳（廩生）；歐陽緝（庠生）；歐陽綑（庠生）。
先娶张恭人，繼娶吴恭人。子開泰；夢甲；徵泰；繼泰；際泰。